# Léagore
Dans la mythologie grecque, Léagore (en grec ancien Ληαγόρη / Lêagórê) ou Léiagora est une Néréide, fille de Nérée et de Doris, citée par Hésiode dans sa liste de Néréides. 

## Étymologie
Son nom provient du grec ancien Ληαγόρη / Lêagórê qui signifie "assembler" ou "s'adresser au peuple". Il existe également une variante, Liagore, qui correspond à la prononciation en grec moderne du η.

## Fonctions
Comme son nom l'indique, Léagore est la Néréide des rassemblements, que ce soit ceux des bancs de poissons ou des navires,.

## Famille
Ses parents sont le dieu marin primitif Nérée, surnommé le vieillard de la mer, et l'océanide Doris. Elle est l'une de leur multiples filles, les Néréides, généralement au nombre de cinquante, et a un unique frère, Néritès. Pontos (le Flot) et Gaïa (la Terre) sont ses grands-parents paternels, Océan et Téthys ses grands-parents maternels.